# Андское сообщество
Андское сообщество наций (группа, пакт; исп. Сomunidad andina, CAN, или англ. Andean Community of Nations, ACN) — региональное социально-экономическое содружество стран Латинской Америки: Боливия, Колумбия, Эквадор и Перу. Создано в результате подписания Картахенского соглашения от 26 мая 1969 года.
Штаб-квартира организации расположена в городе Лима, Перу. Андское сообщество охватывает территорию в 3,8 млн км² с населением более 101 млн человек; на 2011 год, совокупный валовой продукт составил 600 млрд долларов США.
Девиз сообщества: «Моя земля — мой дом».

## Страны-участники

### Текущие участники
- Боливия (1969)
- Колумбия (1969)
- Эквадор (1969)
- Перу (1969)

### Ассоциированные члены
По договорам Андского сообщества с МЕРКОСУР и/или Союзом южноамериканских наций.
- Аргентина (2005)
- Бразилия (2005)
- Уругвай (2005)
- Чили (2006)

### Страны-наблюдатели
- Испания

### Бывшие участники
- Венесуэла (1973—2006; с 31 июля 2012 года входит в состав МЕРКОСУР)
- Чили (полноправный участник с 1969 по 1976 год; наблюдатель с 1976 по 2006 год; ассоциированный член с 2006 года)

## Цели и направления деятельности
Цель сообщества — содействие развитию стран-участниц посредством их интеграции и социально-экономического сотрудничества; ускорению экономического роста и обеспечению занятости; созданию латиноамериканского общего рынка.

### Направления деятельности
- выработка единой экономической политики, координации осуществляемых проектов;
- гармонизация законодательства: осуществление контроля за применением принятых в рамках сообщества правовых норм и их единой интерпретацией;
- установление тесных взаимных связей между регионами и органами управления Андского сообщества через вспомогательные органы — Консультационный Совет частных предпринимателей и Андский институт труда.

Андский пакт снискал особую известность в истории интеграции развивающихся стран — попыткой сразу в масштабах целой группировки ограничить влияние иностранных монополий. Главной мерой в этом направлении послужило введение «Общего режима по отношению к иностранному капиталу, торговым маркам, патентам, лицензиям», призванного установить контроль за деятельностью транснациональных компаний.
Эти меры стимулировали превращение иностранных предприятий, создаваемых после 1974 года в национальные или смешанные. При учреждении такого предприятия не менее 15 % акций подлежит передаче государству, на территории которого оно находится.
Важным положением общего режима было введение ограничений на вывозимые иностранными компаниями прибыли. Ежегодно разрешалось перевозить за границу не более 14 % зарегистрированной суммы прямых инвестиций. Одновременно ограничивались сферы приложения иностранного капитала: он не допускался в страхование, внутреннюю торговлю, транспорт, в средства массовой информации.
С 1976 года во многих странах сообщества некоторые положения общего режима смягчены в рамках Лимского протокола.

## Структура управления

### Андская система интеграции
Андская система интеграции, созданная в 1996 году, состоит из трёх основных органов управления:
1. Президентский Совет;
2. Совет министров иностранных дел;
3. Комиссия Андского сообщества.

Президентский Совет — с 1990 года является высшим органом управления Андского сообщества. В Совет входят президенты стран-участниц. На регулярных встречах Совета обсуждается интеграционная политика сообщества с учётом интересов субрегионов, проводится оценка достигнутых результатов деятельности.
Совет министров иностранных дел — орган политического сотрудничества, состоящий из министров иностранных дел стран-участниц. Совет призван координировать международное сотрудничество, а также осуществляет взаимодействие с региональными блоками.
Комиссия Андского сообщества — законодательный орган, ответственный за разработку решений сообщества. В составе Комиссии: официальные представители каждой страны на уровне министров торговли. Заседания проводятся несколько раз в год с приглашением специалистов в зависимости от темы обсуждаемых вопросов. Принимаемые решения по вопросам торговли являются обязательными для стран членов.
Функции Комиссии Андского Сообщества: разработка, исполнение и оценка общей политики в сфере экономической интеграции по торговле и инвестициям; принятие мер по выполнению поставленных целей и задач; координация совместной позиции стран членов в международных организациях и переговорах с третьими странами и блоками.

### Вспомогательные структурные подразделения
В качестве вспомогательных структурных подразделений Андского сообщества наций выступают:
- Общий секретариат;
- Андский парламент;
- Андский Суд;
- Андская корпорация развития (АКР);
- Латиноамериканский резервный фонд (ЛРФ);
- Ассоциация телекоммуникационных комиссий;
- Союз частных предпринимателей;
- Андский институт труда.

Андский парламент — включает парламентариев национальных конгрессов каждой страны-члена. С 2007 года парламент состоит из парламентариев, избираемых на основе прямых всеобщих выборов. Андский парламент участвует в правовом процессе на основе предложения проектов решений, представляющих общий интерес; содействует гармонизации законодательств стран-членов и координации деятельности парламентов Андских стран с парламентами других государств.
Андская корпорация развития (АКР), образованная в 1968 году, выступает как банк развития, как инвестиционный банк и как агентство экономического и финансового содействия.
Латиноамериканский резервный фонд (ЛРФ) — распоряжается частью валютных резервов стран-членов для поддержания платёжных балансов и согласования финансовой и валютной политики.
Ассоциация телекоммуникационных комиссий — используется в целях углубления сотрудничества, содействия развитию телекоммуникационных служб в регионе.

## Основные события
26 мая 1969 года — организация Андского пакта (англ. Andean Pact) в результате подписания Картахенского соглашения между Боливией, Чили, Колумбией, Эквадором и Перу.
1973 год — к Андскому пакту присоединилась Венесуэла.
1976 год — Чили под руководством Аугусто Пиночета вышла из сообщества из-за экономических разногласий.
1989 год — подписание Декларации ИСА, нацеленной на консолидацию совместных усилий стран-участниц сообщества, укрепление внешних связей, объединение Латинской Америки на основе формирования общего рынка.
1990 год — принятие «Андской стратегии», в которой были сформулированы три основные цели:
- развитие андского экономического пространства;
- углубление международных связей стран Андской группы;
- вклад в единство Латинской Америки.

«Акт мира», принятый в том же году, выдвинул в качестве важнейших задач:
- углубление процесса интеграции андских стран;
- реализацию её отдельных этапов (зона свободной торговли, таможенный союз),
- а также других мер, необходимых для создания Андского общего рынка.

1996 год — протокол Трухильо внёс существенные изменения в Картахенского соглашения, изменив структуру органов управления сообщества. Андский пакт был переименован в Андское сообщество наций. Организована Андская система интеграции.
2001 год — создание паспорта единого образца для граждан стран-участников Андского сообщества.
2003 год — Андское сообщество и МЕРКОСУР заключили меморандум о совместных мерах по организации свободной торговли между странами этих двух блоков.
Колумбия и Эквадор с 2004 года, а Перу с 2003 года получили статус ассоциированных членов МЕРКОСУР.
1 января 2005 год — введение безвизового режима между странами-участниками Андского сообщества. Пересечение границы осуществляется по внутренним паспортам, а въезд на территорию Венесуэлы по миграционным картам.
2006 год — Венесуэла, в лице президента страны Уго Чавеса заявила о своем желание выйти из Андского сообщества. Среди основных причин выхода называлось соглашение о свободной торговле с Североамериканской зоной свободной торговли (НАФТА), ранее заключенное между США, Колумбией и Перу. Это соглашение, по мнению Уго Чавеса, нанесло непоправимый ущерб всему сообществу. 22 апреля 2011 года, Венесуэла официально покинула Андское сообщество после технической переработки торговых соглашений со странами содружества.
Сентябрь 2006 года — Андский Совет министров иностранных дел одобрил возвращение Чили в качестве ассоциированного члена.
2011 год — в качестве страны-наблюдателя к сообществу присоединилась Испания.
7 декабря 2012 года — Боливия начала вхождение в состав регионального блока южноамериканских стран МЕРКОСУР. Эквадор также объявил о своем желании последовать за Боливией в МЕРКОСУР.
Планируемое вхождение стран-участников Андского сообщества в МЕРКОСУР на правах полноправных членов повлечёт за собой прекращение существования Андского сообщества наций в качестве отдельного торгового блока.